# Registrul inventar
Registrul-inventar este un document contabil obligatoriu în care se înregistrează toate elementele de activ și de pasiv, grupate în funcție de natura lor, inventariate de unitate, potrivit legii. 
   
Registrul-inventar se întocmește la înființarea unității, cel puțin o dată pe an pe parcursul funcționării unității, cu ocazia fuziunii, divizării sau încetării activității, precum și în alte situații prevăzute de lege pe bază de inventar faptic.
În acest registru se înscriu elementele inventariate după natura lor, suficient de detaliate pentru a putea justifica conținutul fiecărui post al bilanțului.